# Бардахи, Эусебио де
Эусебио де Бардахи-и-де Асара (исп. Eusebio de Bardají (Bardaxí) y Azara; 18 декабря 1766, Граус — 7 марта 1844, Уэте, Испания) — испанский дипломатический и государственный деятель.

## Биография
Эусебио де Бардахи родился в Граусе, в известной арагонской семье. Его отец Хосе де Бардахи был дворянином из Арагона и генеральным судьёй Бенабарре. Его мать Мария Ана де Асара Перера была сестрой знаменитого инженера и естествоиспытателя Феликса де Асаро и дипломата Хосе Николаса де Асары.
Закончив школу в своём родном городе, он поступил в Университет Сарагосы, где 21 июля 1789 года получил степень доктора по направлению гражданское право. В июне 1790 года он переехал в Италию, где начал изучать каноническое право в Болонском университете. Там же, в Болонье, он устроился на работу в Королевский колледж Испании. Закончив учёбу осенью 1795 года, он решил начать карьеру дипломата и уже 19 ноября был назначен секретарём испанской дипломатической миссии во Флоренции. В апреле 1798 года Бардахи отправился в Мадрид, откуда через полгода был назначен секретарём посольства Испании во Французской Республике. 17 декабря 1799 года Бардахи был назначен на ту же должность в посольстве, в Вене. 3 ноября 1806 он женился на Марии Рамоне Парада-и-Парада, уроженке Кадиса, которая была младше Эусебио на 20 лет. 9 апреля 1808 года он получил ранг первого секретаря первого класса. В конце апреля 1808 года он был одним из тех, кто сопровождал Фердинанда VII в Байонну и находился с королём в день его отречения. 11 мая 1808 года он вернулся в Мадрид, где сотрудничал с французами. После поражения французов при Байлене, Бардахи прекратил сотрудничество с французами и перешёл на сторону сопротивления. 4 января 1809 года он был назначен полномочным министром в Вене, но после разгрома австрийской армии Наполеоном он был вынужден вернуться в Испанию.
Через некоторое время члены кадисских кортесов назначили Бардахи государственным секретарём. Одновременно с этим, он на пять месяцев занял пост министра обороны Испании. Занимая эту должность, 21 августа 1810 года Эусебио де Бардахи составил «Положение о походном пайке», согласно которому менялся порядок поставки в армию провизии и денежного довольствия. Покинув правительство в начале 1812 года, он вернулся на дипломатическую службу, став полномочным министром в Португалии. 20 июля 1812 он был назначен на эту же должность в Стокгольм. Оттуда ему было поручено отправиться в Санкт-Петербург для достижения союза с Россией. Главной целью этого союза стало, получение гарантий поддержки русским императором народа Испании и  арестованной Наполеоном королевской семьи. Бардахи добился своего и в Великих Луках договор был подписан. Однако во время этой поездки, вследствие несчастного случая, погибла его 26-летняя жена. 5 ноября 1816 года Фернандо VII назначил его послом Испании в Турине. 10 июня 1817 года Бардахи был одним из тех, кто подписывал особый договор о передаче Пармы, Пьяченцы и Гвасталлы наследникам Карла II . В августе того же года он получил большой крест ордена Карлоса III. 16 декабря 1820 года он был назначен послом в Великобританию, но к своим обязанностям Бардахи приступить не успел, так как 27 января 1821 года он получил новое назначение в Париж, куда должен был отправиться в качестве полномочного министра. Его назначение в столицу Франции имело, среди прочих целей, укрепление отношений с двумя либеральными державами (Францией и Великобританией), которые могли бы противостоять инициативам трёх самодержавных государств (Австрии, России и Пруссии).
В Париже Бардахи пробыл совсем немного времени. Фактически, через несколько дней после того, как он занял этот пост, он был вызван в Мадрид для того, чтобы в третий раз занять кресло государственного секретаря. После вторжения французов Бардахи ушёл с государственной службы и поселился в поместье своей покойной жены, в Уэте. После смерти Фердинанда VII Бардахи был назначен министром иностранных дел Испании, в правительстве Эспартеро. Через два месяца он был назначен председателем правительства. На этом посту он подписал закон, который вводил новые ограничения для издания газет. В 1837 году Эусебио был назначен сенатором от своей родной провинции.